# 高瀬城
高瀬城（たかせじょう）は、島根県出雲市斐川町神庭にあった日本の城。

## 概要
高瀬城は、尼子氏に与した米原氏によって築かれた山城である。宍道湖南岸及び出雲平野の押さえとして重要視され、尼子十旗の一つに数えられた。

## 構造・遺構
高瀬城は、宍道湖南岸の独立性の高い丘陵上に占地し、山頂の大高瀬、一段下がった小高瀬、山麓付近の鉄砲立、の三段からなる。大高瀬と小高瀬の間の鞍部には駄置場と呼ばれる郭群が築かれ、両段間の接続に加え七曲道を通じて鉄砲立へも接続する。
主郭は大高瀬とされるが、山頂の大高瀬は削平の甘い小規模な郭からなるのに対し、小高瀬は比較的大規模な郭が連なることから、小高瀬を主郭、大高瀬を詰の城と考える向きもある。
城域には自然地形を巧みに利用しながら、横堀や土塁、竪土塁とを複雑に組み合わせて構成した防御施設が数多く存在しており、守備側のさまざまな工夫と激しい攻防戦の事実をうかがわせる。
現在は登山道がよく整備され、容易に登城できる。地元では、米原氏が落城時に持ち出せずに埋めたという埋蔵金が城内に眠っているという伝説もある。

## 沿革
- 築城年代は詳らかではないが、戦国時代に米原氏により築城されたものと考えられる。
- 天文元年（1532年）、塩冶興久の乱に際し、高瀬城主米原綱広が塩冶興久を救い出そうとしたと伝わる。
- 永禄12年（1569年）、尼子氏残党の挙兵に加わった米原綱寛が拠った。
- 元亀元年（1570年）、布部山の戦いの結果尼子勢は総崩れとなり、高瀬城は孤立、鳶ヶ巣城の毛利輝元・元春、平田城の岡又十郎等との間に、城下で激しい戦いが繰り広げられた。
- 元亀2年（1571年）、毛利輝元に率いられた毛利勢に攻められ落城。一時吉川元春が入城したが、尼子残党勢が一掃された後廃されたと考えられる。なお、元春は父毛利元就の訃報をこの城で受け取っている。